# سندرم افزایش آشکار مینرالوکورتیکوئید
سندرم افزایش آشکار مینرالوکورتیکوئید (به انگلیسی: Apparent mineralocorticoid excess syndrome؛ مخفف: AME) یک اختلال اتوزومال مغلوب است که منجر به فشار خون بالا (هایپرتانسیون)، هایپرناترمی (افزایش غلظت سدیم خون) و هیپوکالمی (کاهش غلظت پتاسیم خون) می‌گردد. این بیماری ناشی از وقوع جهش در ژن HSD11B2 است که ایزوزیم کلیوی ۱۱β-هیدروکسی استروئید دهیدروژناز نوع ۲ را کد می‌کند. این ایزوزیم در فردی که به بیماری مبتلا نیست، کورتیزول موجود در گردش خون را غیرفعال کرده و به متابولیت کم‌فعال‌تر کورتیزون تبدیل می‌کند. مصرف شیرین‌بیان همچنین می‌تواند آنزیم را مهار کرده و باعث AME شود.
جهش غیرفعال‌کننده منجر به افزایش غلظت موضعی کورتیزول در بافت‌های حساس به آلدوسترون مانند کلیه می‌شود. کورتیزول در غلظت‌های بالا می‌تواند به دلیل غیرانتخابی بودن گیرنده، واکنش متقاطع ایجاد کرده و گیرندهٔ مینرالوکورتیکوئید را فعال کند و منجر به اثرات شبهآلدوسترون در کلیه شود. به همین دلیل است که این سندرم باعث هیپوکالمی، فشار خون بالا و هایپرناترمی می‌شود. بیماران اغلب با فشار خون شدید و تغییرات اندام‌های انتهایی مرتبط با آن مانند هایپرتروفی بطن چپ، تغییرات عروقی شبکیه، کلیه و اعصاب همراه با عقب‌ماندگی رشد و عدم رشد کافی مراجعه می‌کنند. در سرم، هم سطح آلدوسترون و هم سطح رنین پایین است.

## علائم و نشانه‌ها
این اختلال مشابه هیپرآلدوسترونیسم بروز می‌کند و منجر به مهار بازخوردی آلدوسترون می‌شود. علائم شایع شامل فشار خون بالا، هیپوکالمی، آلکالوز متابولیک و فعالیت پایین رنین پلاسما است.
سندرم افزایش DOC، ترشح بیش از حد ۲۱-هیدروکسی پروژسترون که ۱۱-دئوکسی کورتیکوسترون نیز نامیده می‌شود، از غدد فوق کلیوی است و ممکن است باعث فشار خون مینرالوکورتیکوئیدی شود.

## پیوندبه بیرون
- Apparent mineralocorticoid excess در دفتر «بیماری‌های نادر» در «مؤسسه ملی سلامت»